# Koompassia
Genre
Classification phylogénétique
Koompassia est un genre de plantes à fleurs dicotylédones de la famille des Fabaceae, sous-famille des Caesalpinioideae, qui compte trois espèces acceptées. Ce sont des arbres originaires d'Asie du Sud-Est.

## Description
Ce sont de grands arbres poussant dans les forêts tropicales humides en plaine, en particulier à Bornéo. Du fait de leur taille élevée (plus de 40 mètres de haut), le houppier de ces arbres émerge souvent au-dessus de la canopée, ce qui en fait des arbres émergents. 
Koompassia excelsa, appelé aussi Tualang ou Tualang à écorce argentée ou arbre à miel, est le plus grand arbre d'Asie du Sud-Est  (et le troisième plus grand arbre du monde) : il peut dépasser 80 mètres de haut. Cet arbre s'appelle souvent arbre à miel car les abeilles géantes Apis dorsata construisent très souvent leur grand nid en forme de disque dans ses branches les plus hautes.   

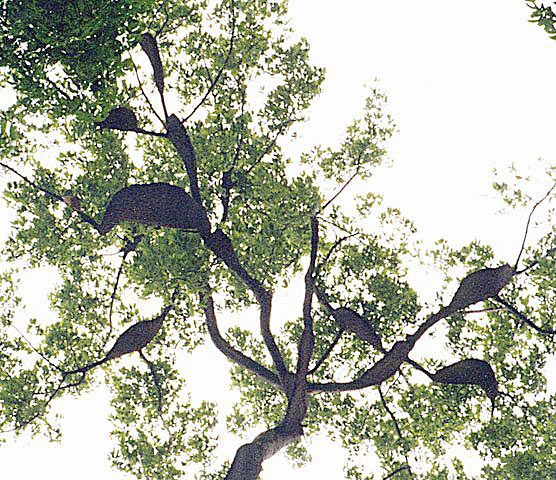
Arbre à miel (Koompassia excelsa) hébergeant de nombreux nids d'abeilles géantes Apis dorsata.

## Liste d'espèces
Selon The Plant List (24 septembre 2018) :
- Koompassia excelsa (Becc.) Taub.
- Koompassia grandiflora Kosterm.
- Koompassia malaccensis Benth.